# Atafona

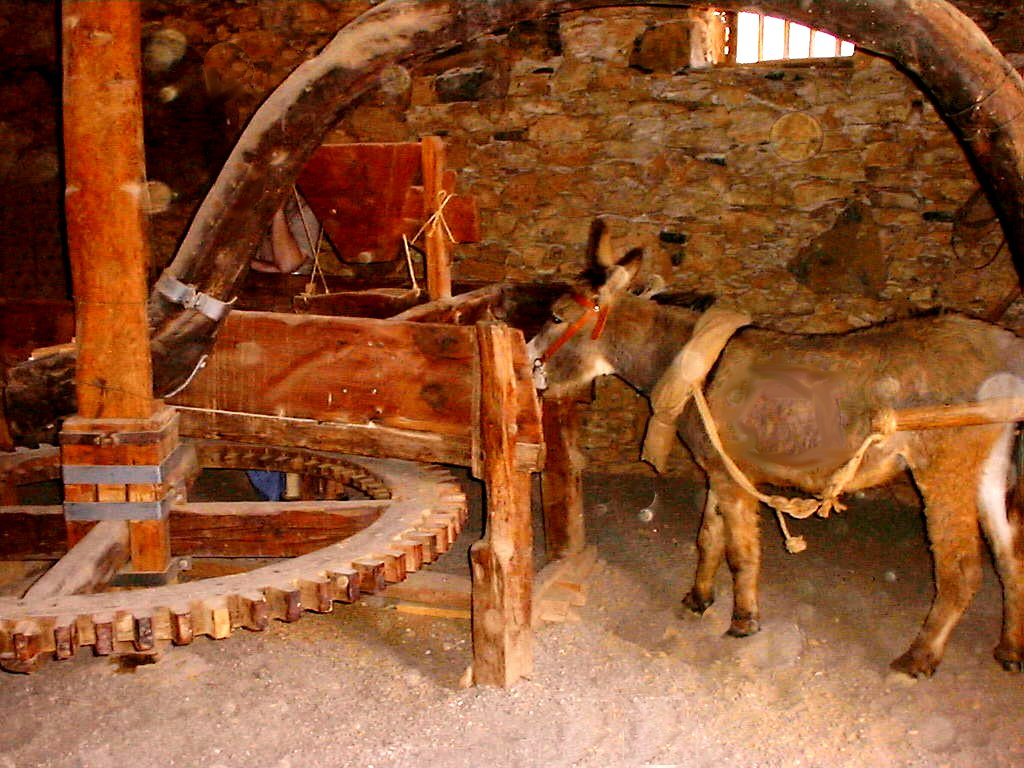
Atafona movida por um burro (Ecomuseo de La Alcogida em Fuerteventura).

Atafona, do árabe at-tahunâ, «moinho», é um tipo de mecanismo manual ou movido por força animal destinado a transformar o andamento do animal em movimento rotativo para mover moinhos, engenhos de açúcar, engenhos de ralar mandioca, engenhos de pastel, bombas para elevação de água, teares e outros equipamentos. Para além de seres humanos, foram utilizados para mover atafonas, entre outros animais, cavalos, burros, camelos, bovinos, carneiros e cães.